# Hrefnesholt
Hrefnesholt är en plats i Beowulf där den götiska kungen Hæþcyn skall ha tagit den dåvarande sveadrottningen. Sveakungen Ongentheow anlände senare för att rädda henne och dödade Hæþcyn. Den götiska styrkan blev dock förstärkt av Hygelac, och svearna sökte därpå skydd i en fornborg, men förblev ändå stormade av götarna. Ongenþeow blev dödad och Hygelac blev den nya konungen av götarna. 

## Ramshult
På Orust finns det en plats vid namn Ramshult som ibland anses vara etymologiskt kopplad till Hrefnesholt, med tanke på att det även finns en fornborg här. Orust skall även, enligt Nordisk familjebok, ha varit götiskt landområde vid denna tidpunkt.